# Giro d'Italia
O Giro d'Italia (AFI: [ˈdʒi.ro] em português Volta da Itália) é uma competição ciclista por etapas de três semanas de duração, disputada no mês de maio em Itália com um percurso diferente a cada ano. Em ocasiões também se disputa alguma etapa nos países vizinhos. É uma das três Grandes Voltas, a segunda em aparecer historicamente. Deixou de fazer parte do UCI ProTour, como as outras duas grandes voltas, para posteriormente se integrar no UCI World Ranking e UCI WorldTour.
O primeiro Giro de Itália começou a 13 de maio de 1909 em Milão com um total de 8 etapas e 2 448 km.
Três ciclistas compartilham o recorde de vitórias nesta competição com cinco triunfos: Alfredo Binda (entre 1925 e 1933), Fausto Coppi (entre 1940 e 1953) e Eddy Merckx (entre 1968 e 1974).
O corredor com maior número de vitórias de etapas é Mario Cipollini, que na edição de 2003, superou o recorde de 41 vitórias que possuía Alfredo Binda desde os anos trinta.
Desde 1988 existe um Giro de Itália Feminino, sendo das poucas corridas femininas a mais de uma semana junto à Grande Boucle e o Tour de l'Aude Feminino (estas já desaparecidas), ainda que sem relação com a de homens.

## História

### As origens
Ao igual que o Tour de France com o jornal L'Auto, a criação do Giro de Itália está unida a um jornal desportivo, La Gazzetta dello Sport.
A rivalidade com outro jornal italiano (o Corriere della Sera) que organizava o Giro da Itália em Automóvel e planeava organizar um Giro da Itália em bicicleta, levaram ao jornalista Tullio Morgagni a propor ao seu director Eugenio Camillo Costamagna a criação de uma corrida ciclista por etapas se inspirando no Tour de France. A Gazzetta, previamente já tinha começado a organizar corridas ciclistas como o Giro di Lombardia em 1905 e a Milão-Sanremo em 1907.
A 7 de agosto de 1908, com a liderança de Eugenio Camillo Costamagna, Armando Cougnet e Tullio Morgagni, o jornal anunciou o nascimento do Giro da Itália, cuja primeira edição seria em 1909, antecipando-se ao Corriere della Sera.

### Primeira edição

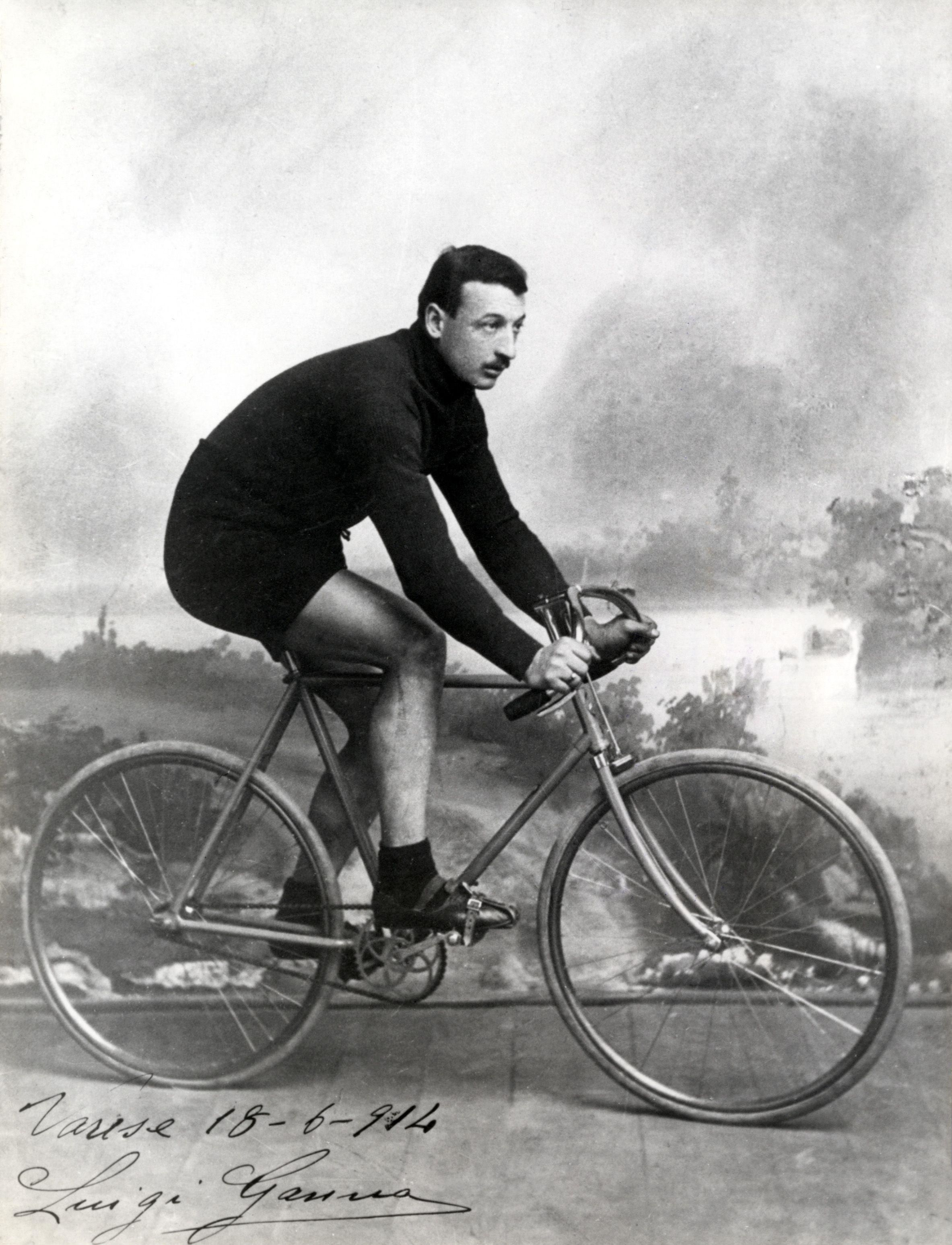
Luigi Ganna primeiro vencedor do Giro.

Com a participação de 127 corredores, a 13 de maio de 1909 às 2h53 se largou a primeira edição na praça de Loreto em Milão rumo a Bolonha. Foram 8 etapas para um total de 2 448 km, correndo-se uma etapa a cada dois ou três dias, já que La Gazzetta dello Sport era uma publicação trissemanal. O regulamento utilizado foi o mesmo que se usava na Volta a França, com uma classificação por pontos segundo a ordem de chegada nas etapas e não uma classificação por tempos. Quarenta e nove ciclistas conseguiram completar o percurso e o vencedor dessa primeira edição foi Luigi Ganna que somou 27 pontos. O seu grande rival Giovanni Rossignoli, finalizou terceiro com 40 pontos, mas se tivesse tomado em conta os tempos, Rossignoli teria vencido por mais de 37 minutos.

### Antes da I Guerra Mundial
As primeiras edições foram sofrendo várias modificações: as etapas variaram de oito a doze, em 1911 a corrida começou e terminou em Roma, em 1912 correu-se por equipas e em 1914 deixou-se de usar o sistema de pontos para passar à classificação por tempo.
Carlo Galetti foi o primeiro a vencer duas vezes a corrida (1910 e 1911). Em 1912, Galletti foi quem menos tempo investiu em realizar o percurso, mas como se correu em forma de equipas, ganhou a equipa Atala (do qual era integrante), no que poderia ter sido a sua terceira vitória.
Em 1913, a Volta a França passou a utilizar a classificação por tempos. O Giro fez o mesmo um ano depois, em 1914, a última edição antes da suspensão devida à Primeira Guerra Mundial. Alfonso Calzolari foi o vencedor dessa edição, superando por quase duas horas ao segundo.

### A era Binda
Depois da guerra, em 1919 voltou a disputa da corrida. O piemontes Costante Girardengo obteve a vitória em sete das dez etapas, conseguindo o primeiro dos seus dois Giros (em 1923 repetiu a vitória e ganhou oito etapas). Nessa edição de 1919 produziu-se o primeiro pódio estrangeiro com o belga Marcel Buysse que finalizou terceiro. Giovanni Brunero foi outro dos destacados da década de 1920, ao ganhar três Giros (1921, 1922 e 1926). Um facto particular e inédito até o dia de hoje, ocorreu em 1924 quando participou uma mulher, Alfonsina Strada. Numa época em que não estava bem visto que uma mulher competisse, Strada tinha corrido o Giro di Lombardia em 1917 e 1918 e em 1924 inscreveu-se no Giro. Ainda que não figurou nas primeiras posições, também não estava entre as últimas, até à oitava etapa quando foi desclassificada por chegar fora de tempo, ainda que se especulou que ante as críticas que se fizeram, a organização decidiu a tirar da corrida. Igualmente, permitiram-lhe seguir em corrida mas sem tempo e chegou ao final em Milão.
Na década de 1920 viram surgir a um dos maiores ciclistas de todos os tempos, Alfredo Binda, quem ganhou cinco Giros; 1925, 1927, 1928, 1929 e 1933. Ao todo conseguiu 41 vitórias de etapa, ganhando 12 das 15 em 1927 e 8 consecutivas em 1929. A supremacia de Binda era tal que a La Gazzetta dello Sport em 1930 lhe pagou 22 500 liras para que não corresse o Giro, com o fim de manter o interesse da corrida.

### A maglia rosa
Armando Cougnet, director do Giro, decidiu em 1931 outorgar um símbolo que fizesse reconhecível a simples vista ao líder da corrida. Assim nasceu a maglia rosa, tomando a cor das páginas da La Gazzetta dello Sport. O primeiro maglia rosa foi Learco Guerra, vencedor da primeira etapa do Giro 1931 entre Milão e Mântua. Em 1933, fizeram-se-lhe à corrida algumas modificações: pela primeira vez correu-se uma etapa contrarrelógio entre Bolonha e Ferrara e também coincidindo com a primeira incursão pelos Alpes começou-se a disputar o Grande Prêmio da montanha.

### Os duelos Coppi-Bartali

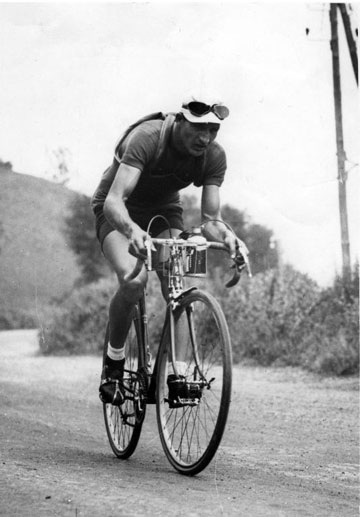
Gino Bartali

Nos princípios da Segunda Guerra Mundial, Gino Bartali já era famoso, tendo vencido em 1936 e 1937. Em 1940 a participação estrangeira foi escassa, como já tinha começado a Segunda Guerra Mundial. A equipa Legnano do qual Bartali era integrante, contratou ao jovem Fausto Coppi de 20 anos como gregário. Toda a equipa devia trabalhar para Bartali, que tinha como rival a Giovanni Valetti da equipa Bianchi, vencedor das edições de 1938 e 1939. Nas primeiras etapas, Bartali perdeu quase 15 minutos, enquanto Coppi foi segundo em duas etapas e estava nos primeiros lugares da classificação. O técnico da Legnano, decidiu que Coppi não fosse mais gregário e luta-se pela corrida, devendo convencer a Bartali de que fosse o gregário ao mesmo tempo que o "mestre" do jovem Coppi. Na 11.ª etapa com final em Módena, Coppi ganhou em solitário colocando-se a maglia rosa que manteve até o final em Milão. Com 20 anos, 8 meses e 25 dias, Fausto Coppi converteu-se no ciclista mais jovem a ganhar o Giro, recorde que ainda se mantém. Ao dia seguinte, a Itália declarou a guerra à França e o Giro sofreu a segunda interrupção da sua história.

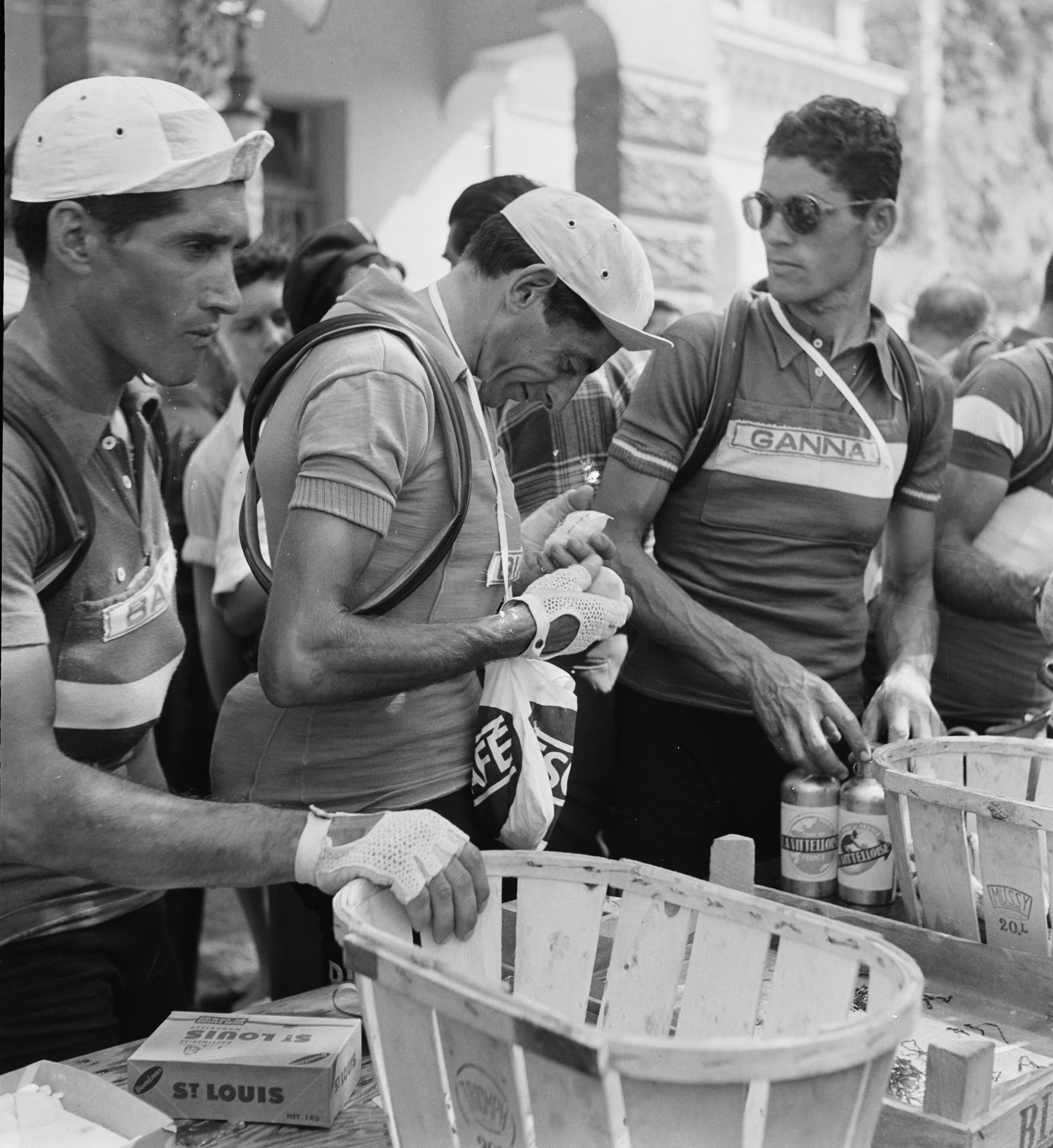
Fausto Coppi

Depois do parêntese da guerra, o Giro voltou em 1946. Bartali continuava na equipa Legnano e Coppi corria pelo Bianchi. As diferenças políticas e religiosas entre ambos dividiram a Itália. A Democracia Cristã e os católicos estavam a favor de Bartali e a esquerda e os laicos a favor de Coppi, ainda que ambos tiveram uma relação cordial pese à rivalidade. O duelo de 1946 foi vencida por Bartali, conseguindo o seu terceiro Giro. Coppi tomou-se bicampeão em 1947 e nos anos seguintes ganhou 3 vezes mais, igualando o recorde de Binda. A bipolarização Coppi-Bartali foi rompida por Fiorenzo Magni que nesse período ganhou 3 Giros e pelo suíço Hugo Koblet, primeiro estrangeiro a se elevar ao mais alto do pódio em 1950.

### O domino italiano desafiado
Depois do triunfo de Koblet em 1950, os estrangeiros conseguiram dominar várias edições. O luxemburguês Charly Gaul graças às suas condições de escalador o fez em duas oportunidades (1956 e 1959) e o francês Jacques Anquetil (quíntuplo vencedor da Volta a França) também em dois (1960 e 1964). Entre as vitórias de Anquetil, o italiano Franco Balmanion conseguiu os Giros de 1962 e 63 ainda que não ganhou nenhuma etapa.
Em 1966, Gianni Motta, ganhou a classificação geral e a classificação por pontos, que pela primeira vez começou-se a disputar. A partir de 1967 outorgou-se uma camisola identificativa ao líder dessa classificação, sendo os primeiros dois anos a maglia rossa e depois a maglia ciclamino. Esta última foi usada até a edição de 2009, voltando em 2010 à vermelha.

### A era Merckx

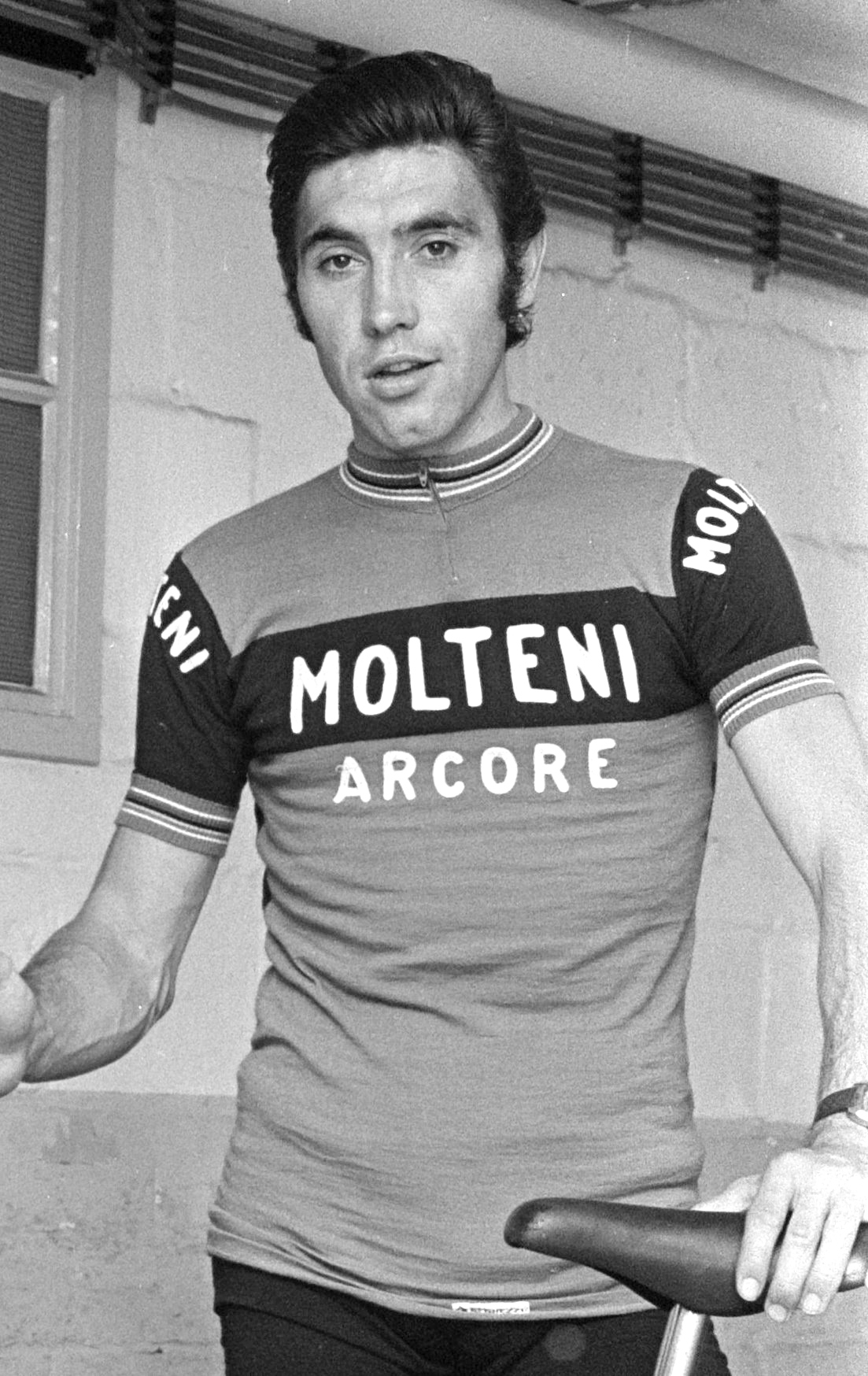
Eddy Merckx em 1973.

No final da década de 1960 Felice Gimondi era o grande ciclista italiano do momento. Tinha vencido o Tour de France de 1965, o Giro em 1967 e a Volta a Espanha de 1968. Em 1967 um jovem Eddy Merckx foi nono no Giro e ganhou 2 etapas, preâmbulo de sua época dourada. Das sete edições corridas entre 1968 e 1974, Merckx ganhou 5, atingindo o recorde de Binda e Coppi. Só viu cortada a sua hegemonia por Gimondi em 1969 quando foi desclassificado por um controle antidoping positivo e pelo sueco Gösta Pettersson em 1971.
Em 1976 Gimondi ganhou o seu terceiro Giro. Com esse triunfo subiu-se ao pódio pela nona vez, sendo o ciclista com mais pódios na história. Em 1974, começou-se a entregar ao líder da classificação da montanha a maglia verde. Este distintivo foi usado até 2012, quando foi mudada pela azul.

### Duelo Saronni-Moser
A fins da década de 1970 e princípios da década de 1980, os duelos entre Giuseppe Saronni e Francesco Moser reavivaram o Giro. Saronni conseguiu os triunfos em 1979 e 1983, enquanto Moser em 1984. Ambos conseguiram a classificação por pontos em quatro oportunidades e se mantêm à frente como os mais ganhadores desta classificação. No meio deste duelo Bernard Hinault levou-se três edições: as de 1980, 1982 e 1985.
A edição de 1988, esteve marcada por dois factos: o triunfo do estadunidense Andrew Hampsten, primeiro não europeu a ganhar a corrida e a ascensão ao Passo di Gavia e posterior descida até Bormio em condições climatológicas muito adversas. A chuva e uma tempestade de neve obrigou a vários ciclistas a descer em automóvel já que era-lhes impossível fazê-lo em bicicleta.

### De Indurain a Pantani
Nos primeiros anos da década de 1990 Gianni Bugno, Claudio Chiappucci e Franco Chioccioli eram os grandes animadores da ronda italiana. Bugno ganhou em 1990 e Chioccioli em 1991, mas todos se viram eclipsados pelo espanhol Miguel Indurain. O navarro dominou a corrida italiana em 1992 e 1993 e quando se esperava o seu terceiro Giro em 1994, o russo Evgeni Berzin deu a surpresa se adjudicando a maglia rosa na quarta etapa e mantendo-a até o final, lhe ganhando as duas etapas contrarrelógio a Indurain. Depois do sucesso do suíço Tony Rominger em 1995 e o russo Pavel Tonkov em 1996, começou um ciclo de onze edições onde os italianos dominaram o Giro. Marco Pantani ganhou em 1998 e partiu como favorito em 1999, levando a maglia rosa até que faltando duas etapas foi excluído da corrida por ter altos níveis de hematocrito. Ivan Gotti ganhou nesse ano, sendo a sua segunda vitória depois do seu triunfo em 1997.
Nessa mesma década e princípios da década de 2000, brilhou nas chegadas em massa o sprinter Mario Cipollini. No período 1989–2003 conseguiu 42 triunfos de etapa e bateu o recorde de Binda que estava vigente desde a década de 1930.

### Anos recentes
No período 1997–2007, duas vitórias para Ivan Gotti, duas de Gilberto Simoni, duas de Paolo Savoldelli, mais os triunfos de Garzelli, Cunego, Basso e Di Luca, marcaram a hegemonia italiana que não se dava desde que o primeiro estrangeiro ganhou em 1950. O ciclo italiano foi cortado por Alberto Contador em 2008.
Em 2003, no caso desportivo de Cipollini fez aparecimento outro sprinter italiano, Alessandro Petacchi. Petacchi ganhou seis etapas em 2003 e em 2004 nove.
Denis Menchov em 2009 foi o terceiro russo a ganhar a corrida e em 2010 Basso ganhou o seu segundo Giro. Contador ganhou o seu segundo Giro na estrada em 2011, mas perdeu-o nos escritórios do TAS depois da sanção pelo caso Contador e a vitória final foi para Michele Scarponi.
A edição de 2012 foi para Ryder Hesjedal, primeiro canadiano e segundo ciclista do outro lado do Atlántico a ganhar o Giro.
Em 2013 o italiano Vincenzo Nibali ganha o seu primeiro giro após dois pódios anteriormente (2º e 3º respectivamente).
Em 2014 o colombiano Nairo Quintana, na sua primeira participação na corrida, proclamou-se como o primeiro latino americano em ser campeão do Giro, sendo também o melhor jovem da corrida. Nesse mesmo ano o também colombiano Rigoberto Urán resultou sub-campeão do Giro pela segunda vez consecutiva.
Em 2015 o experimentado Alberto Contador ganha o seu segundo giro ante uma jovem promessa do ciclismo italiano Fabio Aru.
Vincenzo Nibali fez-se com o seu segundo triunfo na ronda italiana do 2016, numa edição de grande dureza na alta montanha.

## Maglias de líder
maglias actuais.
O líder da classificação geral distingue-se por levar uma maglia rosa (maillot da cor do diário desportivo milanês La Gazzetta dello Sport que organiza a corrida), o líder da classificação da montanha, desde 2012 leva a maglia azul, (anteriormente foi a maglia verde). O líder da classificação por pontos ou da regularidade luzia a maglia rosso passione ou rossa (atualmente é ciclamino) e o líder da classificação para menores de 25 anos leva a maglia branca.

No Giro 100, não se usa a maglia vermelha, foi substituída pela original maglia ciclamino.

### Outras classificações
O Giro caracteriza-se também por ter uma multidão de classificações secundárias, a maioria delas sem malha distintiva devido à limitação da UCI de unicamente poder ter até 4 camisolas de classificações. Entre estas destacam as do Intergiro renomeado por Expo Milano 2015 (que tradicionalmente sim tem tido maillot azul que o identificava) e a de por equipas. Outras têm sido por exemplo Troféu Super Team, Traguardo Volante (metas volantes), Troféu Fuga Cervelo (mais quilómetros em fuga), Fair Play, Maglia Nera (último da classificação com o dorsal em negro), Azzurri d'Itália, Most Combative (combatividade).

## Catalogações dos portos
- Ver também: Classificação da montanha do Giro d'Italia

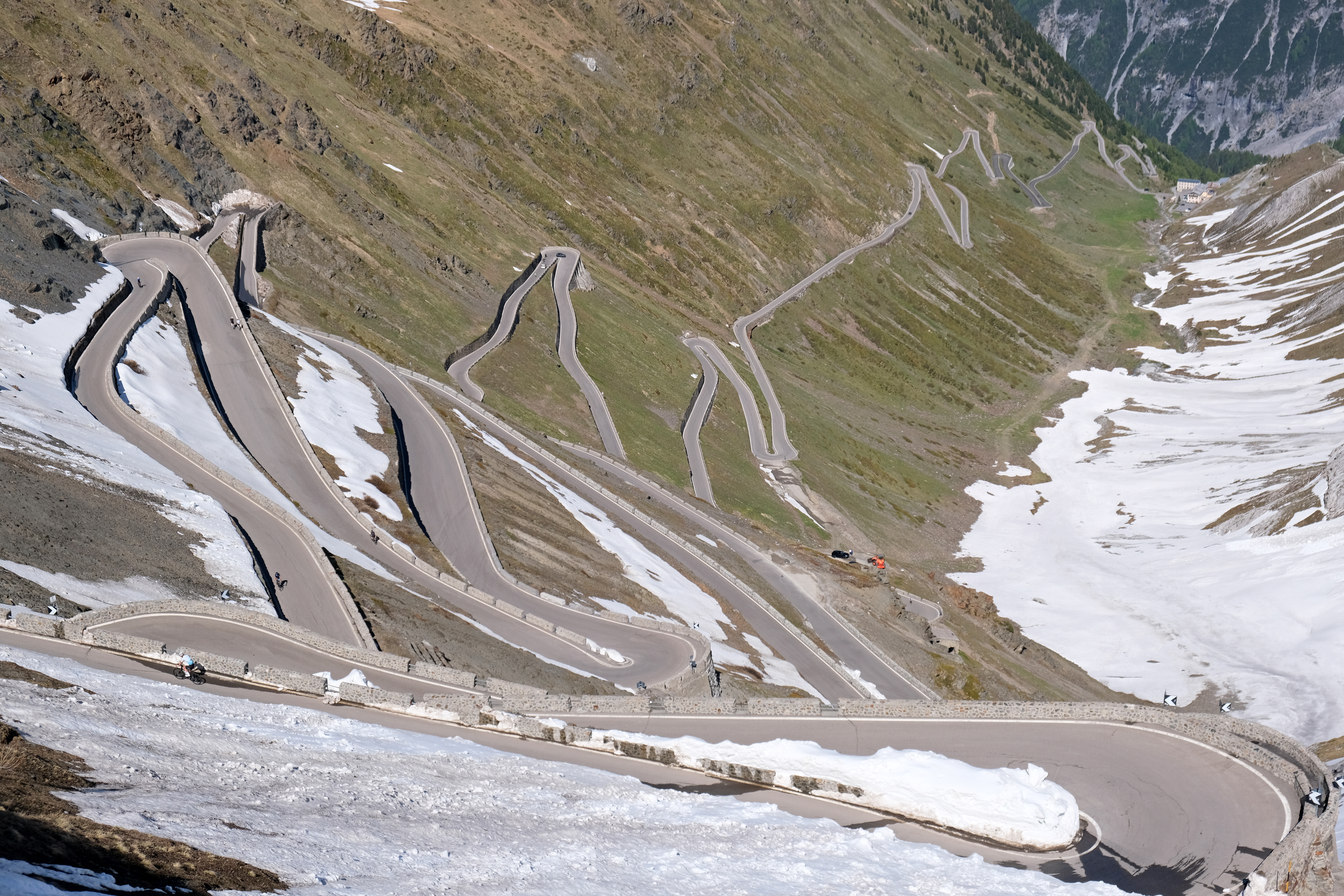
O Stelvio, um dos portos mais duros subidos no Giro e Cima Coppi em 6 ocasiões.

Ao invés que no resto das Grandes Voltas e inclusive de muitas voltas por etapas, no Giro não tem existido a catalogação habitual dos portos (de maior a menor dificuldade: Especial, 1ª, 2ª, 3ª e 4ª) senão por cores (azul —porto mais alto; verde — porto final de etapa; e o resto de maior a menor dificuldade: vermelho, amarelo e cinza) pelo que às vezes tem tido certa confusão com respeito à dificuldade real dos portos. Por isso a partir do 2011 se introduziu a catalogação por números ainda que sem categoria Especial, com o que a maioria de portos estão numerados uma categoria por abaixo do que estariam em outras corridas que utilizam este tipo de catalogação.
Na cada edição, o porto a mais altitude que devam enfrentar os ciclistas se lhe denomina Cima Coppi e outorga mais pontos que os portos de 1ª categoria.

## Diretores gerais
Desde seus inícios até a actualidade, o Giro de Itália tem tido seis diretores gerais:
- 1909–1948: Armando Cougnet
- 1949–1992: Vincenzo Torriani
- 1993–2003: Carmine Castelhano
- 2004–2011: Angelo Zomegnan
- 2011–2013: Michele Acquarone
- 2014– : Mauro Vegni

## Vencedores

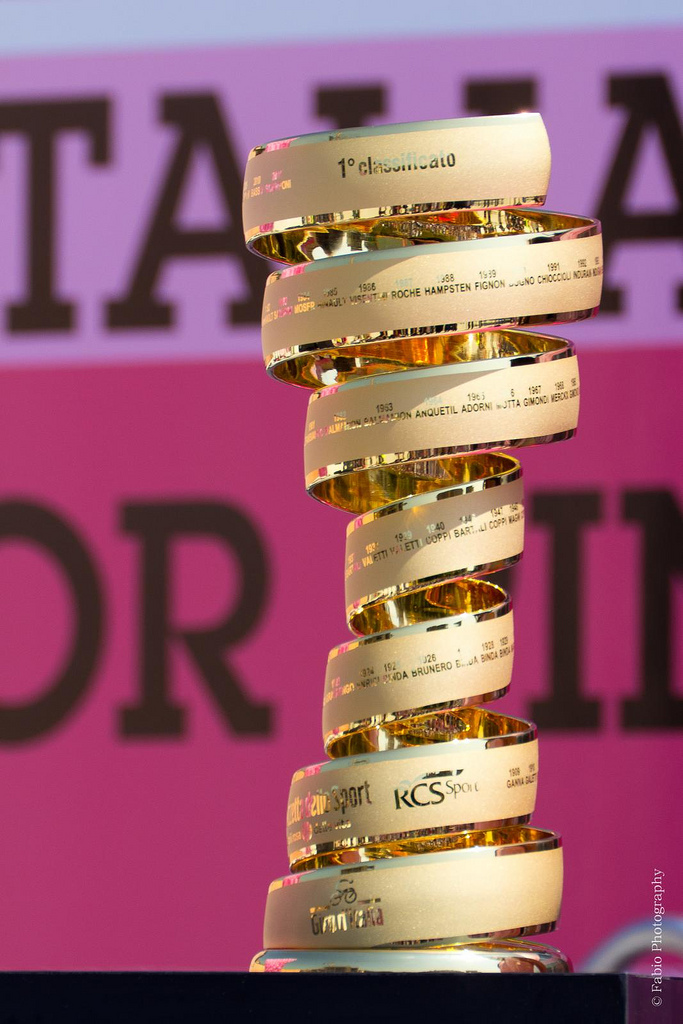
Trofeo Senza Fine, entregado ao vencedor desde 1999.

A lista dos vencedores por ano.
| Ano       | Vencedor                                         | Segundo                                          | Terceiro                                         |
| 1909      | Luigi Ganna                                      | Carlo Galetti                                    | Giovanni Rossignoli                              |
| 1910      | Carlo Galetti                                    | Eberardo Pavesi                                  | Luigi Ganna                                      |
| 1911      | Carlo Galetti                                    | Giovanni Rossignoli                              | Giovanni Gerbi                                   |
| 1912      | Atala*                                           | Peugeot                                          | Gerbi                                            |
| 1913      | Carlo Oriani                                     | Eberardo Pavesi                                  | Giuseppe Azzini                                  |
| 1914      | Alfonso Calzolari                                | Pierino Albini                                   | Luigi Lucotti                                    |
| 1915–1918 | Edições suspendidas pela Primeira Guerra Mundial | Edições suspendidas pela Primeira Guerra Mundial | Edições suspendidas pela Primeira Guerra Mundial |
| 1919      | Costante Girardengo                              | Gaetano Belloni                                  | Marcel Buysse                                    |
| 1920      | Gaetano Belloni                                  | Angelo Gremo                                     | Jean Alavoine                                    |
| 1921      | Giovanni Brunero                                 | Gaetano Belloni                                  | Bartolomeo Aimo                                  |
| 1922      | Giovanni Brunero                                 | Bartolomeo Aimo                                  | Giuseppe Enrici                                  |
| 1923      | Costante Girardengo                              | Giovanni Brunero                                 | Bartolomeo Aimo                                  |
| 1924      | Giuseppe Enrici                                  | Federico Gay                                     | Angiolo Gabrielli                                |
| 1925      | Alfredo Binda                                    | Costante Girardengo                              | Giovanni Brunero                                 |
| 1926      | Giovanni Brunero                                 | Alfredo Binda                                    | Arturo Bresciani                                 |
| 1927      | Alfredo Binda                                    | Giovanni Brunero                                 | Antonio Negrini                                  |
| 1928      | Alfredo Binda                                    | Giuseppe Pancera                                 | Bartolomeo Aimo                                  |
| 1929      | Alfredo Binda                                    | Domenico Piemontesi                              | Leonida Frascarelli                              |
| 1930      | Luigi Marchisio                                  | Luigi Giacobbe                                   | Allegro Grandi                                   |
| 1931      | Francesco Camusso                                | Luigi Giacobbe                                   | Luigi Marchisio                                  |
| 1932      | Antonio Pesenti                                  | Jef Demuysere                                    | Remo Bertoni                                     |
| 1933      | Alfredo Binda                                    | Jef Demuysere                                    | Domenico Piemontesi                              |
| 1934      | Learco Guerra                                    | Francesco Camusso                                | Giovanni Cazzulani                               |
| 1935      | Vasco Bergamaschi                                | Giuseppe Martano                                 | Giuseppe Olmo                                    |
| 1936      | Gino Bartali                                     | Giuseppe Olmo                                    | Severino Canavesi                                |
| 1937      | Gino Bartali                                     | Giovanni Valetti                                 | Enrico Mollo                                     |
| 1938      | Giovanni Valetti                                 | Ezio Cecchi                                      | Severino Canavesi                                |
| 1939      | Giovanni Valetti                                 | Gino Bartali                                     | Mario Vicini                                     |
| 1940      | Fausto Coppi                                     | Enrico Mollo                                     | Giordano Cottur                                  |
| 1941–1945 | Edições suspendidas pela Segunda Guerra Mundial  | Edições suspendidas pela Segunda Guerra Mundial  | Edições suspendidas pela Segunda Guerra Mundial  |
| 1946      | Gino Bartali                                     | Fausto Coppi                                     | Vito Ortelli                                     |
| 1947      | Fausto Coppi                                     | Gino Bartali                                     | Giulio Bresci                                    |
| 1948      | Fiorenzo Magni                                   | Ezio Cecchi                                      | Giordano Cottur                                  |
| 1949      | Fausto Coppi                                     | Gino Bartali                                     | Giordano Cottur                                  |
| 1950      | Hugo Koblet                                      | Gino Bartali                                     | Alfredo Martini                                  |
| 1951      | Fiorenzo Magni                                   | Rik Van Steenbergen                              | Ferdi Kubler                                     |
| 1952      | Fausto Coppi                                     | Fiorenzo Magni                                   | Ferdi Kubler                                     |
| 1953      | Fausto Coppi                                     | Hugo Koblet                                      | Pasquale Fornara                                 |
| 1954      | Carlo Clerici                                    | Hugo Koblet                                      | Nino Assirelli                                   |
| 1955      | Fiorenzo Magni                                   | Fausto Coppi                                     | Gastone Nencini                                  |
| 1956      | Charly Gaul                                      | Fiorenzo Magni                                   | Agostino Coletto                                 |
| 1957      | Gastone Nencini                                  | Louison Bobet                                    | Ercole Baldini                                   |
| 1958      | Ercole Baldini                                   | Jean Brankart                                    | Charly Gaul                                      |
| 1959      | Charly Gaul                                      | Jacques Anquetil                                 | Diego Ronchini                                   |
| 1960      | Jacques Anquetil                                 | Gastone Nencini                                  | Charly Gaul                                      |
| 1961      | Arnaldo Pambianco                                | Jacques Anquetil                                 | Antonio Suárez                                   |
| 1962      | Franco Balmamion                                 | Imerio Massignan                                 | Nino Defilippis                                  |
| 1963      | Franco Balmamion                                 | Vittorio Adorni                                  | Giorgio Zancanaro                                |
| 1964      | Jacques Anquetil                                 | Italo Zilioli                                    | Guido De Rosso                                   |
| 1965      | Vittorio Adorni                                  | Italo Zilioli                                    | Felice Gimondi                                   |
| 1966      | Gianni Motta                                     | Italo Zilioli                                    | Jacques Anquetil                                 |
| 1967      | Felice Gimondi                                   | Franco Balmamion                                 | Jacques Anquetil                                 |
| 1968      | Eddy Merckx                                      | Vittorio Adorni                                  | Felice Gimondi                                   |
| 1969      | Felice Gimondi                                   | Claudio Michelotto                               | Italo Zilioli                                    |
| 1970      | Eddy Merckx                                      | Felice Gimondi                                   | Martin Van Den Bossche                           |
| 1971      | Gösta Pettersson                                 | Herman Van Springel                              | Ugo Colombo                                      |
| 1972      | Eddy Merckx                                      | José Manuel Fuente                               | Francisco Galdós                                 |
| 1973      | Eddy Merckx                                      | Felice Gimondi                                   | Giovanni Battaglin                               |
| 1974      | Eddy Merckx                                      | Gianbattista Baronchelli                         | Felice Gimondi                                   |
| 1975      | Fausto Bertoglio                                 | Francisco Galdós                                 | Felice Gimondi                                   |
| 1976      | Felice Gimondi                                   | Johan De Muynck                                  | Fausto Bertoglio                                 |
| 1977      | Michel Pollentier                                | Francesco Moser                                  | Gianbattista Baronchelli                         |
| 1978      | Johan De Muynck                                  | Gianbattista Baronchelli                         | Francesco Moser                                  |
| 1979      | Giuseppe Saronni                                 | Francesco Moser                                  | Bernt Johansson                                  |
| 1980      | Bernard Hinault                                  | Wladimiro Panizza                                | Giovanni Battaglin                               |
| 1981      | Giovanni Battaglin                               | Tommy Prim                                       | Giuseppe Saronni                                 |
| 1982      | Bernard Hinault                                  | Tommy Prim                                       | Silvano Contini                                  |
| 1983      | Giuseppe Saronni                                 | Roberto Visentini                                | Alberto Fernández Blanco                         |
| 1984      | Francesco Moser                                  | Laurent Fignon                                   | Moreno Argentin                                  |
| 1985      | Bernard Hinault                                  | Francesco Moser                                  | Greg LeMond                                      |
| 1986      | Roberto Visentini                                | Giuseppe Saronni                                 | Francesco Moser                                  |
| 1987      | Stephen Roche                                    | Robert Millar                                    | Erik Breukink                                    |
| 1988      | Andrew Hampsten                                  | Erik Breukink                                    | Urs Zimmermann                                   |
| 1989      | Laurent Fignon                                   | Flavio Giupponi                                  | Andrew Hampsten                                  |
| 1990      | Gianni Bugno                                     | Charly Mottet                                    | Marco Giovannetti                                |
| 1991      | Franco Chioccioli                                | Claudio Chiappucci                               | Massimiliano Lelli                               |
| 1992      | Miguel Indurain                                  | Claudio Chiappucci                               | Franco Chioccioli                                |
| 1993      | Miguel Indurain                                  | Piotr Ugriúmov                                   | Claudio Chiappucci                               |
| 1994      | Eugeni Berzin                                    | Marco Pantani                                    | Miguel Indurain                                  |
| 1995      | Tony Rominger                                    | Eugeni Berzin                                    | Piotr Ugriúmov                                   |
| 1996      | Pável Tonkov                                     | Enrico Zaina                                     | Abraham Olano                                    |
| 1997      | Ivan Gotti                                       | Pável Tonkov                                     | Giuseppe Guerini                                 |
| 1998      | Marco Pantani                                    | Pável Tonkov                                     | Giuseppe Guerini                                 |
| 1999      | Ivan Gotti                                       | Paolo Savoldelli                                 | Gilberto Simoni                                  |
| 2000      | Stefano Garzelli                                 | Francesco Casagrande                             | Gilberto Simoni                                  |
| 2001      | Gilberto Simoni                                  | Abraham Olano                                    | Unai Osa                                         |
| 2002      | Paolo Savoldelli                                 | Tyler Hamilton                                   | Pietro Caucchioli                                |
| 2003      | Gilberto Simoni                                  | Stefano Garzelli                                 | Yaroslav Popovych                                |
| 2004      | Damiano Cunego                                   | Serhiy Honchar                                   | Gilberto Simoni                                  |
| 2005      | Paolo Savoldelli                                 | Gilberto Simoni                                  | José Rujano                                      |
| 2006      | Ivan Basso                                       | José Enrique Gutiérrez                           | Gilberto Simoni                                  |
| 2007      | Danilo Di Luca                                   | Andy Schleck                                     | Eddy Mazzoleni                                   |
| 2008      | Alberto Contador                                 | Riccardo Riccò                                   | Marzio Bruseghin                                 |
| 2009      | Denis Menchov                                    | Franco Pellizotti                                | Carlos Sastre                                    |
| 2010      | Ivan Basso                                       | David Arroyo                                     | Vincenzo Nibali                                  |
| 2011      | Michele Scarponi                                 | Vincenzo Nibali                                  | John Gadret                                      |
| 2012      | Ryder Hesjedal                                   | Joaquim Rodríguez                                | Thomas De Gendt                                  |
| 2013      | Vincenzo Nibali                                  | Rigoberto Urán                                   | Cadel Evans                                      |
| 2014      | Nairo Quintana                                   | Rigoberto Urán                                   | Fabio Aru                                        |
| 2015      | Alberto Contador                                 | Fabio Aru                                        | Mikel Landa                                      |
| 2016      | Vincenzo Nibali                                  | Esteban Chaves                                   | Alejandro Valverde                               |
| 2017      | Tom Dumoulin                                     | Nairo Quintana                                   | Vincenzo Nibali                                  |
| 2018      | Chris Froome                                     | Tom Dumoulin                                     | Miguel Ángel López                               |
| 2019      | Richard Carapaz                                  | Vincenzo Nibali                                  | Primož Roglič                                    |
| 2020      | Tao Geoghegan Hart                               | Jai Hindley                                      | Wilco Kelderman                                  |
| 2021      | Egan Bernal                                      | Damiano Caruso                                   | Simon Yates                                      |
| 2021      | Jai Hindley                                      | Richard Carapaz                                  | Mikel Landa                                      |
| 2023      | Primož Roglič                                    | Geraint Thomas                                   | João Almeida                                     |
| 2024      | Tadej Pogačar                                    | Daniel Martínez                                  | Geraint Thomas                                   |

* O Giro de Itália de 1912 disputou-se por equipas. A equipa Atala estava formado por Carlo Galetti, Giovanni Michelotto, Eberardo Pavesi e Luigi Ganna.

## Vencedores por países
| País           | Vitórias | 2º lugar | 3º lugar | Total |
| -------------- | -------- | -------- | -------- | ----- |
| Itália         | 69       | 67       | 71       | 207   |
| Bélgica        | 7        | 6        | 3        | 16    |
| França         | 6        | 6        | 4        | 16    |
| Espanha        | 4        | 6        | 10       | 20    |
| Rússia         | 3        | 3        | 0        | 6     |
| Suíça          | 3        | 2        | 3        | 8     |
| Colômbia       | 2        | 4        | 1        | 7     |
| Reino Unido    | 2        | 2        | 1        | 5     |
| Luxemburgo     | 2        | 1        | 2        | 5     |
| Países Baixos  | 1        | 2        | 3        | 6     |
| Suécia         | 1        | 2        | 1        | 4     |
| Estados Unidos | 1        | 1        | 1        | 3     |
| Austrália      | 1        | 1        | 1        | 3     |
| Equador        | 1        | 1        | 0        | 2     |
| Eslovênia      | 1        | 0        | 1        | 2     |
| Irlanda        | 1        | 0        | 0        | 1     |
| Canadá         | 1        | 0        | 0        | 1     |
| Letónia        | 0        | 1        | 1        | 2     |
| Ucrânia        | 0        | 1        | 1        | 2     |
| Venezuela      | 0        | 0        | 1        | 1     |
| Portugal       | 0        | 0        | 1        | 1     |
| TOTAL          | 106      | 106      | 106      | 318   |

* O Giro de Itália de 1912 disputou-se por equipas e ganhou-o uma equipa italiana. Conta-se no total: primeiro Atala (Itália), segundo Peugeot (França) e terceiro Gerbi (Itália).

## Estatísticas

### Vitórias de etapas por países (1909–2020)
Ref:
| País          | Etapas |
| Itália        | 1277   |
| Bélgica       | 163    |
| Espanha       | 114    |
| França        | 70     |
| Suíça         | 57     |
| Alemanha      | 38     |
| Austrália     | 37     |
| Reino Unido   | 32     |
| Colômbia      | 31     |
| Países Baixos | 29     |

| País           | Etapas |
| Rússia         | 25     |
| Estados Unidos | 14     |
| Noruega        | 13     |
| Dinamarca      | 12     |
| Luxemburgo     | 12     |
| Ucrânia        | 9      |
| Suécia         | 9      |
| Eslovênia      | 8      |
| Irlanda        | 8      |
| Chéquia        | 6      |

| País            | Etapas |
| Portugal        | 6      |
| Polónia         | 5      |
| Equador         | 5      |
| Eslováquia      | 5      |
| Venezuela       | 4      |
| Bielorrússia    | 4      |
| México          | 3      |
| Lituânia        | 3      |
| Letónia         | 2      |
| União Soviética | 2      |

| País          | Etapas |
| Argentina     | 2      |
| Áustria       | 1      |
| Costa Rica    | 1      |
| África do Sul | 1      |
| Uzbequistão   | 1      |
| Estónia       | 1      |

* Não se tomam em conta as etapas de Contrarrelógio por Equipas nem etapas Anuladas
Atualizado em 25 de Outubro de 2020

### Mais vitórias gerais
| Ciclista      | Vitórias | Anos                         |
| ------------- | -------- | ---------------------------- |
| Alfredo Binda | 5        | 1925, 1927, 1928, 1929, 1933 |
| Fausto Coppi  | 5        | 1940, 1947, 1949, 1952, 1953 |
| Eddy Merckx   | 5        | 1968, 1970, 1972, 1973, 1974 |

### Mais pódios
| Ciclista            | 1º | 2º | 3º | Total |
| ------------------- | -- | -- | -- | ----- |
| Felice Gimondi      | 3  | 2  | 4  | 9     |
| Fausto Coppi        | 5  | 2  | 0  | 7     |
| Gino Bartali        | 3  | 4  | 0  | 7     |
| Gilberto Simoni     | 2  | 1  | 4  | 7     |
| Alfredo Binda       | 5  | 1  | 0  | 6     |
| Giovanni Brunero    | 3  | 2  | 1  | 6     |
| Jacques Anquetil    | 2  | 2  | 2  | 6     |
| Francesco Moser     | 1  | 3  | 2  | 6     |
| Eddy Merckx         | 5  | 0  | 0  | 5     |
| Fiorenzo Magni      | 3  | 2  | 0  | 5     |
| Vincenzo Nibali     | 2  | 1  | 2  | 5     |
| Giuseppe Saronni    | 2  | 1  | 1  | 4     |
| Charly Gaul         | 2  | 0  | 2  | 4     |
| Italo Zilioli       | 0  | 3  | 1  | 4     |
| Bartolomeo Aimo     | 0  | 1  | 3  | 4     |
| Bernard Hinault     | 3  | 0  | 0  | 3     |
| Carlo Galetti       | 2  | 1  | 0  | 3     |
| Costante Girardengo | 2  | 1  | 0  | 3     |
| Franco Balmamion    | 2  | 1  | 0  | 3     |
| Giovanni Valetti    | 2  | 1  | 0  | 3     |
| Paolo Savoldelli    | 2  | 1  | 0  | 3     |
| Miguel Indurain     | 2  | 0  | 1  | 3     |

### Mais vitórias de etapas
|    | Nome                | País    | Vitórias |
| -- | ------------------- | ------- | -------- |
| 1  | Mario Cipollini     | Itália  | 42       |
| 2  | Alfredo Binda       | Itália  | 41       |
| 3  | Learco Guerra       | Itália  | 31       |
| 4  | Costante Girardengo | Itália  | 30       |
| 5  | Eddy Merckx         | Bélgica | 25       |
| 6  | Giuseppe Saronni    | Itália  | 24       |
| 7  | Francesco Moser     | Itália  | 23       |
| 8  | Fausto Coppi        | Itália  | 22       |
| 8  | Roger De Vlaeminck  | Bélgica | 22       |
| 10 | Franco Bitossi      | Itália  | 21       |
| 11 | Giuseppe Olmo       | Itália  | 20       |
| 11 | Alessandro Petacchi | Itália  | 20       |
| 11 | Miguel Poblet       | Espanha | 20       |

### Mais dias de líder
|    | Nome             | País       | Dias |
| -- | ---------------- | ---------- | ---- |
| 1  | Eddy Merckx      | Bélgica    | 76   |
| 2  | Alfredo Binda    | Itália     | 61   |
| 3  | Francesco Moser  | Itália     | 57   |
| 4  | Giuseppe Saronni | Itália     | 51   |
| 5  | Gino Bartali     | Itália     | 50   |
| 6  | Jacques Anquetil | França     | 36   |
| 7  | Fausto Coppi     | Itália     | 31   |
| 8  | Bernard Hinault  | França     | 31   |
| 9  | Miguel Indurain  | Espanha    | 29   |
| 10 | Charly Gaul      | Luxemburgo | 27   |

### Mais participações
| #                   | Nome              | País   | Participações                                 | Edições            |
| ------------------- | ----------------- | ------ | --------------------------------------------- | ------------------ |
| 1                   | Wladimiro Panizza | Itália | 18                                            | (1967 e 1969–1985) |
| 2                   | Pierino Gavazzi   | Itália | 17                                            | (1973–1988 e 1990) |
| 3                   |                   |        |                                               |                    |
| Roberto Conti       | Itália            | 16     | (1987–1998 e 2000–2003)                       |                    |
| Franco Bitossi      | Itália            | 16     | (1963–1978)                                   |                    |
| Aldo Moser          | Itália            | 16     | (1955–1962, 1964–65, 1967, 1969–73)           |                    |
| Andrea Noé          | Itália            | 16     | (1994–2008 e 2011)                            |                    |
| 7                   | Gilberto Simoni   | Itália | 15                                            | (1995 e 1997–2010) |
| 8                   |                   |        |                                               |                    |
| Mario Cipollini     | Itália            | 14     | (1989–1992 e 1995–2004)                       |                    |
| Stefano Garzelli    | Itália            | 14     | (1997–2005, 2007, 2009–2011 e 2013)           |                    |
| Alessandro Petacchi | Itália            | 14     | (1998–2000, 2002–2007, 2009–2011 e 2014–2015) |                    |

### Outra estatísticas
Classificação por pontos
- Francesco Moser: 4 (1976, 1977, 1978, 1982)
- Giuseppe Saronni: 4 (1979, 1980, 1981, 1983)

Classificação da montanha
- Gino Bartali: 7 (1935, 1936, 1937, 1939, 1940, 1946, 1947)
- José Manuel Fuente: 4 (1971, 1972, 1973, 1974)

Mais etapas ganhadas
- Mario Cipollini: 42
- Alfredo Binda: 41

Mais etapas ganhadas numa edição
- Alfredo Binda: 12 (1927)
- Alessandro Petacchi: 9 (2004)

Mais etapas consecutivas ganhadas
- Alfredo Binda: 8 (1929)

Giro mais longo
- 4 337 km (1954)

Giro mais curto
- 2 245 km (1909)

Etapa mais longa
- 430 km em 1914 (Lucca-Roma)

Etapa mais curta (excluídas as contrarrelógio)
- 31 km em 1987 Sanremo-Sanromolo

Ganhador mais jovem
- Fausto Coppi: em 1940 (20 anos, 6 meses e 25 dias)
- Luigi Marchisio: em 1930 (21 anos, 1 mês e 15 dias)

Ganhador com mais idade
- Fiorenzo Magni; em 1955 (34 anos e 6 meses)

Maior diferença do 1º ao 2º
- 1 h 57 min 26 s: Alfonso Calzolari a  Pierino Albini (1914)

Menor diferença do 1º ao 2º
- 11 segundos:  Fiorenzo Magni a  Ezio Cecchi (1948)
- 12 segundos:  Eddy Merckx a  Gianbattista Baronchelli (1974)

## Falecidos na prova
- 1952: Orfeo Ponsin ( Itália) 4.ª etapa.
- 1976: Juan Manuel Santisteban ( Espanha) 1.ª etapa.
- 1986: Emilio Ravasio ( Itália) 17.ª etapa.
- 2011: Wouter Weylandt ( Bélgica) 3.ª etapa.